# めざましマネージャー
『めざましマネージャー』は、ソニー・ミュージックコミュニケーションズが開発したAndroid専用アプリのシリーズ。
音声合成技術・Live2Dとアニメキャラクターを組み合わせた「音声対話型秘書アプリ」で、戸松遥や黒沢ともよらの声優の音声が利用されている。2015年6月25日から、第一弾の『めざましマネージャーアスナ』のサービス提供が開始された。

## アプリ内容
音声合成技術と音声認識機能を用いてアニメキャラクターを一種の「対話型インターフェース」としている。Live2Dによるキャラクター画像が画面に表示され、キャラクターを担当する声優の音声を聞くことができる。
ユーザーを起床させる「目覚まし時計」の機能が中心で、占い、持ち物、スケジュールなどについてもキャラクターの声で通知する。 
ユーザーからの音声を認識してキャラクターが反応する。天候を尋ねると天気予報が音声で説明され、疲れたという趣旨に対して励ましの声を聞くことができる。これらの音声は声優の収録音声と合成音声から構成されている。
アプリの利用は無料だが、水着、メイド服、ワイシャツなど、キャラクターのコスチュームの追加は有料である。

### シリーズ一覧

#### めざましマネージャーアスナ
ライトノベルおよびアニメ作品の『ソードアート・オンライン』の主人公「アスナ」をキャラクターとして採用したもの。 2015年6月25日より配信を開始した。また、2015年12月19日より海外配信が開始され、英語サポート機能の追加がされた。
- 声 - 戸松遥

#### めざましマネージャーLiko
アニメ作品『アクティヴレイド -機動強襲室第八係-』の登場人物「Liko」をキャラクターとして採用したもので、2016年1月4日より配信を開始した。2016年1月6日、アプリのモーションデータと担当声優の音声を利用して、渋谷の大型ビジョンにLikoを「登場」させるというイベントが行われた。
- 声 - 黒沢ともよ

#### 一択彼女 加藤恵
ライトノベルおよびアニメ作品の『冴えない彼女の育てかた』のメインヒロイン「加藤恵」 をキャラクターとして採用したものである。2016年3月26日に開催された「AnimeJapan 2016」 で、「めざましマネージャー加藤恵」としてAndroid TVや4K解像度に対応し、「水槽プロジェクション」と称する技術が紹介された。 2016年10月20日に『一択彼女 加藤恵』として配信が開された。
- 声 -  安野希世乃[7]
- 原画 - 深崎暮人[7]

## 開発

### 経緯
プランナーの松平恒幸が、3Dプリントしたフィギュアとの音声対話を実現できないかと考えていたのをきっかけに開発が始まった。技術面を担当する倉田宜典が用途を絞ることを提案し、その結果、朝のシチュエーションに特化した内容となった。
キャラクターとしてアスナが選ばれた理由は、開発者が「アスナが大好きだから」であることと、仮想空間を舞台とした『ソードアート・オンライン』の作品内容とアプリ内容が適合することであるとされている。

### 技術
一般的に、音声対話の仕組みは「音声認識」「意図理解」「対話生成」「発話」の4つに大別されるが、めざましマネージャーにおいて、ソニーの技術が使用されているのは「意図理解」と「対話生成」の部分であり、他は他社の技術などが利用されている。利用されている技術は以下のとおり。
- 音声認識 - Google音声入力[9]
- 意図理解・対話生成 - 「SmartBand Talk SWR30」[12]の技術[9]
- 発話 -「ToSpeak G3」[13][3]
- 画面表示 - Live2D

### スタッフ
- 企画 - 松平恒幸[3]
- 開発 - 倉田宜典[3]